# 玉环市传媒中心
28°12′47″N 121°15′29″E / 28.21305°N 121.25796°E
玉环市传媒中心是一家位于中国浙江省玉环市的机构，为县级媒体中心，统一运营玉环市域范围内的报纸、广播、电视、网站和新媒体。该机构成立于2017年11月27日，由原来的玉环市广播电视台、《今日玉环》（玉环市新闻信息中心）、玉环新闻网、玉环人民广播电台等机构统一而成。

## 背景
2018年8月21日的全国宣传思想工作会议上，中共中央总书记习近平曾指出：“要扎实抓好县级融媒体中心建设，更好引导群众、服务群众。”而浙江省内非常重视县级融媒体中心建设工作，2014年以来进行了多次研究，并下发《关于推动传统媒体和新兴媒体融合发展的实施意见》。截至2019年3月，浙江省89个县（市、区）中，已有56个挂牌成立融媒体中心，且力争2019年年底基本实现全省全覆盖。其中，三门县传媒中心作为台州市首家县级融媒体中心，于2017年8月揭牌成立。而整合前的玉环市广播电视台则成立于1956年3月5日，并获得第三届全国文明单位、首届全国20强市县电视台等荣誉。
2011年5月，玉环广播电视中心大楼项目立项，并于2012年11月26日开工，2014年6月4日土建封顶。2016年12月18日，位于玉环经济开发区的新大楼开始试运行。2017年6月14日，经过近半年的试运行，玉环市广播电视台新大楼正式启用。该大楼建筑面积达2.8万平方米，高12层，含1000平米综艺演播厅等多个演播厅室。玉环市传媒中心后在此办公。

## 历史
2017年11月27日，玉环市传媒中心揭牌暨“无限玉环”APP上线仪式举行，这标志着玉环市传媒中心正式成立。在同日的上线仪式上，“无限玉环”APP也正式上线。玉环市传媒中心为打造新型主流媒体，由玉环市内多家新闻机构归并组建，整合一报二台和新媒体资源，着力打造“中央厨房”。标志着当地新闻宣传工作从单兵作战转变到“一次采集、多种生成、多元传播”。成立后，玉环市传媒中心实行“以岗定薪、岗变薪变、动态管理”的分配制度，做到同岗同责、同工同酬，打造人才队伍。
在玉环市传媒中心的努力下，其下属报纸平台《今日玉环》由小报改为大报，日常出版版数也从原来最多16个版面减为最多8个版面。投用的办公大楼也承办了首届“感动玉环”人物颁奖典礼、《中国新歌声》玉环赛区海选等活动。2019年2月11日，玉环市传媒中心旗下第二家全资子公司玉环市传媒文化发展公司正式成立，标志着该中心正式进入文化产业。2019年3月25日，玉环籍著名作家叶文玲来玉环市传媒中心参观考察。
2019年4月27日至28日，“2019年浙江县市区新媒体发展论坛”在玉环市传媒中心举行。这次论坛由中国共产党浙江省委员会网信办等机构联合指导，由浙江在线新闻网站主办，玉环市传媒中心承办。这次论坛恰逢玉环新闻网成立15周年，玉环新闻网首页也正式改版上线。

## 现状
玉环市传媒中心在玉环市广播电视台的基础上组建，对外保留玉环市广播电视台牌子，为玉环市人民政府直属事业单位；类型为公益二类、正科级，经费通过差额拨款。办公大楼位于玉环经济开发区金海大道53号。截止2018年3月，共有在册职工284名，其中正式职工123人，招聘人员161人。领导班子成员8人，其中主任（台长）1名，总编辑1名，副主任（副台长）4名，总工程师1名，党委委员1名。
除了玉环广电网络有限公司和玉环市传媒文化发展有限公司两家全资子公司，及下属的9个乡镇（街道）广电站以外，玉环市传媒中心由原来的以下机构组建而成：
其中设以下科室：
| 平台类别 | 平台类别             | 名称                          |
| -------- | -------------------- | ----------------------------- |
| 报纸     | 报纸                 | 《今日玉环》                  |
| 广播     | 广播                 | 玉环市广播电视台综合广播      |
| 广播     | 广播                 | 玉环市广播电视台综合频道      |
| 网站     | 网站                 | 玉环新闻网                    |
| 新媒体   | 微信公众号           | 玉环发布（yuhuanfabu）        |
| 新媒体   | 微信公众号           | 这玉环（yuhuanchuanmei_2023） |
| 新媒体   | 微信公众号           | 玉环传媒（yhbtv0576）         |
| 新媒体   | 微博                 | 玉环发布                      |
| 新媒体   | 微信视频号           | 玉环发布                      |
| 新媒体   | 抖音                 | 无限玉环                      |
| 新媒体   | APP                  | 无限玉环APP                   |
| 新媒体   | 玉环手机报（已停更） |                               |
| 来源：   |                      |                               |

| 名称                       | 管辖范围                     |
| -------------------------- | ---------------------------- |
| 玉环市传媒中心玉城广电站   | 玉城街道                     |
| 玉环市传媒中心楚门广电站   | 楚门镇                       |
| 玉环市传媒中心沙门广电站   | 沙门镇                       |
| 玉环市传媒中心坎门广电站   | 坎门街道                     |
| 玉环市传媒中心大麦屿广电站 | 大麦屿街道                   |
| 玉环市传媒中心清港广电站   | 清港镇                       |
| 玉环市传媒中心龙溪广电站   | 龙溪镇                       |
| 玉环市传媒中心芦浦广电站   | 芦浦镇 玉环经济开发区 海山乡 |
| 玉环市传媒中心干江广电站   | 干江镇 鸡山乡                |